# Gräfendorf
Gräfendorf ist eine Gemeinde im unterfränkischen Landkreis Main-Spessart. Der Ort liegt im Tal der Fränkischen Saale im Übergangsbereich von Spessart und Rhön.

## Geografie

### Geografische Lage
Gräfendorf liegt zwischen Gemünden am Main und Hammelburg in einem der am dünnsten besiedelten Gebiete Deutschlands.

### Gemeindegliederung
Es gibt acht Gemeindeteile (in Klammern ist der Siedlungstyp angegeben):
- Eidenbacherhof (Einöde)
- Gräfendorf (Pfarrdorf)
- Hurzfurt (Einöde)
- Michelau an der Saale (Kirchdorf)
- Schonderfeld (Kirchdorf)
- Seewiese (Einöde)
- Weickersgrüben (Kirchdorf)
- Wolfsmünster (Pfarrdorf)

Es gibt die Gemarkungen Gräfendorf, Michelau an der Saale, Schonderfeld, Weickersgrüben und Wolfsmünster.

### Nachbargemeinden
| Markt Burgsinn | Omerz und Roter Berg (Gemeindefreies Gebiet) | Gemeinde Wartmannsroth |
| Stadt Rieneck  | Kompassrose, die auf Nachbargemeinden zeigt  | Stadt Hammelburg       |
|                | Stadt Gemünden am Main                       | Gemeinde Karsbach      |

## Name

### Etymologie
Der Ortsname stammt von den mittelhochdeutschen Wörtern grêve und dorf. Sie bedeuten Graf und Dorf.

### Frühere Schreibweisen
Frühere Schreibweisen des Ortes aus diversen historischen Karten und Urkunden:
| - 1271 Greuendorf - 1306 Grefendorf - 1317 Grauendorf - 1467 Greffendorff | - 1485 Grevendorff an der Sale - 1615 Gräffendorff - 1624 Gräfendorf |

## Geschichte

### Bis zur Gemeindegründung
In Gräfendorf teilten sich die Freiherren von Thüngen und das Würzburger Juliusspital die Herrschaft. Die würzburgischen Rechte fielen im Reichsdeputationshauptschluss 1803 an Bayern, 1805 an das Fürstentum Aschaffenburg, die thüngischen wurden nach der Mediatisierung durch Aschaffenburg 1808 an das Großherzogtum Frankfurt getauscht. Im Jahre 1813 wurde der Ort endgültig bayerisch. Im Zuge der Verwaltungsreformen in Bayern entstand mit dem Gemeindeedikt von 1818 die heutige Gemeinde.

### Religionen
Die katholische Pfarrei St. Wolfgang im Ortsteil Wolfsmünster ist die Mutterpfarrei für das ganze untere Saaletal. Im Jahre 802 errichtete Abt Baugulf aus dem Kloster Fulda eine Cella. Die Pfarrei Wolfsmünster besitzt gegenwärtig die Filialen St. Martin in Michelau, St. Laurentius in Schonderfeld, St. Johannes der Täufer in Weickersgrüben, Maria Patrona Bavariae in Aschenroth und St. Jakobus der Ältere in Seifriedsburg. Aschenroth und Seifriedsburg gehören jedoch politisch zur Stadt Gemünden am Main. In Gräfendorf wurde 1408 die selbstständige Pfarrei Heiliger Schutzengel eingerichtet. In den Jahren 1966 und 1967 entstand dort eine neue Pfarrkirche. Die Pfarreien Wolfsmünster und Gräfendorf gehören zum Dekanat Karlstadt des Bistums Würzburg.
Sowohl Gräfendorf als auch Weickersgrüben gehörten in der Reformationszeit zum Thüngener Gebiet und wurden in der ersten Hälfte des 16. Jahrhunderts lutherisch. Nach einem Besitzerwechsel wurden beide Orte rekatholisiert. In Gräfendorf wurden erst im Jahr 1677 wieder katholische Gottesdienste gehalten. Die evangelisch-lutherische Kirchengemeinde Gräfendorf mit der Michaelskirche von 1952 gehört heute zur Pfarrei Gemünden am Main, die evangelisch-lutherische Kirchengemeinde Weickersgrüben mit der Auferstehungskirche von 1961 zur Pfarrei Höllrich. Beide Pfarreien gehören zum Dekanat Lohr der Evangelisch-Lutherischen Kirche in Bayern. Mit dem Bau der eigenen evangelischen Kirche in Weickersgrüben wurde das bis dortige Simultaneum aufgelöst.

### Eingemeindungen
Im Zuge der Gebietsreform in Bayern wurden am 1. Mai 1978 die Gemeinden Michelau an der Saale, Schonderfeld, Weickersgrüben und Wolfsmünster eingegliedert.

### Einwohnerentwicklung
Im Zeitraum 1988 bis 2018 sank die Einwohnerzahl von 1437 auf 1351 um 86 Einwohner bzw. um 6 %.
- 1961: 1730 Einwohner[5]
- 1970: 1729 Einwohner[5]
- 1987: 1452 Einwohner
- 1991: 1576 Einwohner
- 1995: 1595 Einwohner
- 2000: 1554 Einwohner
- 2005: 1458 Einwohner
- 2010: 1368 Einwohner
- 2015: 1395 Einwohner

## Politik
Die Gemeinde ist Mitglied der Verwaltungsgemeinschaft Gemünden am Main.

### Gemeinderat
Die Gemeinderatswahl 2020 ergab folgende Stimmenanteile und Sitzverteilung:
| Partei/Liste                    | 2020[5] | 2020[5] |
| Partei/Liste                    | %       | Sitze   |
| ------------------------------- | ------- | ------- |
| Dorfgemeinschaft Gräfendorf     | 40,51   | 5       |
| Dorfgemeinschaft Wolfsmünster   | 22,99   | 3       |
| Dorfgemeinschaft Weickersgrüben | 13,59   | 2       |
| Freie Bürger Schonderfeld       | 11,33   | 1       |
| Freie Bürger Michelau           | 11,62   | 1       |
| Gesamt                          | 100     | 12      |

### Bürgermeister
Erster Bürgermeister ist Johannes Wagenpfahl (CSU).

### Wappen
| Wappen von Gräfendorf | Blasonierung: „Geteilt; oben in Blau ein mit drei blauen Ringen belegter silberner Schrägbalken, unten geteilt von Rot und Gold, belegt mit einem Mühlrad in verwechselten Farben.“ |
| Wappen von Gräfendorf | Wappengeschichte: Die Gemeinde Gräfendorf besteht seit 1978 aus den ehemals selbstständigen Gemeinden Gräfendorf, Michelau, Schonderfeld, Weickersgrüben und Wolfsmünster. Das Gemeindegebiet gehörte von 1666 bis zum Ende des Alten Reichs 1803 überwiegend zum Würzburger Juliusspital. Daran erinnert der mit blauen Ringen belegte silberne Schrägbalken, das Wappen des Spitalgründers, Fürstbischof Julius Echter von Mespelbrunn (1573 bis 1617), das zum Spitalwappen wurde. Die Farben Rot und Gold sind dem Wappen der Herren von Thüngen entnommen. Sie waren die wichtigsten Grundherren im Gemeindegebiet in der Zeit vor der Zugehörigkeit zum Juliusspital. Das Mühlrad weist auf das einst bedeutende Mühlengewerbe im unteren Saaletal hin. Dieses Wappen wird seit 1981 geführt. |

## Wirtschaft und Infrastruktur

### Wirtschaft einschließlich Land- und Forstwirtschaft

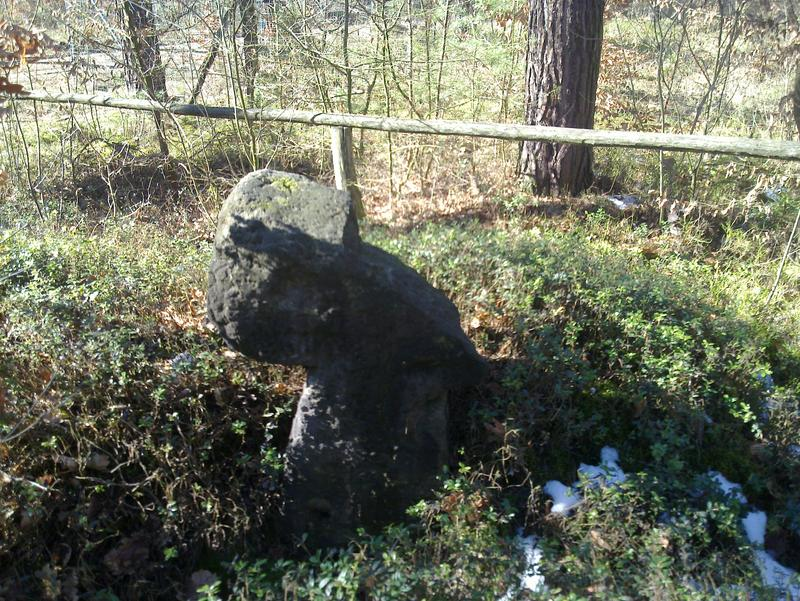
Suehnekreuz

Es gab 2021 nach der amtlichen Statistik im produzierenden Gewerbe 35 und im Bereich Handel und Verkehr 57 sozialversicherungspflichtig Beschäftigte am Arbeitsort. Sozialversicherungspflichtig Beschäftigte am Wohnort gab es insgesamt 557. Im verarbeitenden Gewerbe gab es keine, im Bauhauptgewerbe zwei Betriebe. Zudem bestanden im Jahr 2016 28 landwirtschaftliche Betriebe mit einer landwirtschaftlich genutzten Fläche von 820 Hektar, davon waren 516 Hektar Ackerfläche und 304 Hektar Dauergrünfläche.

### Verkehr

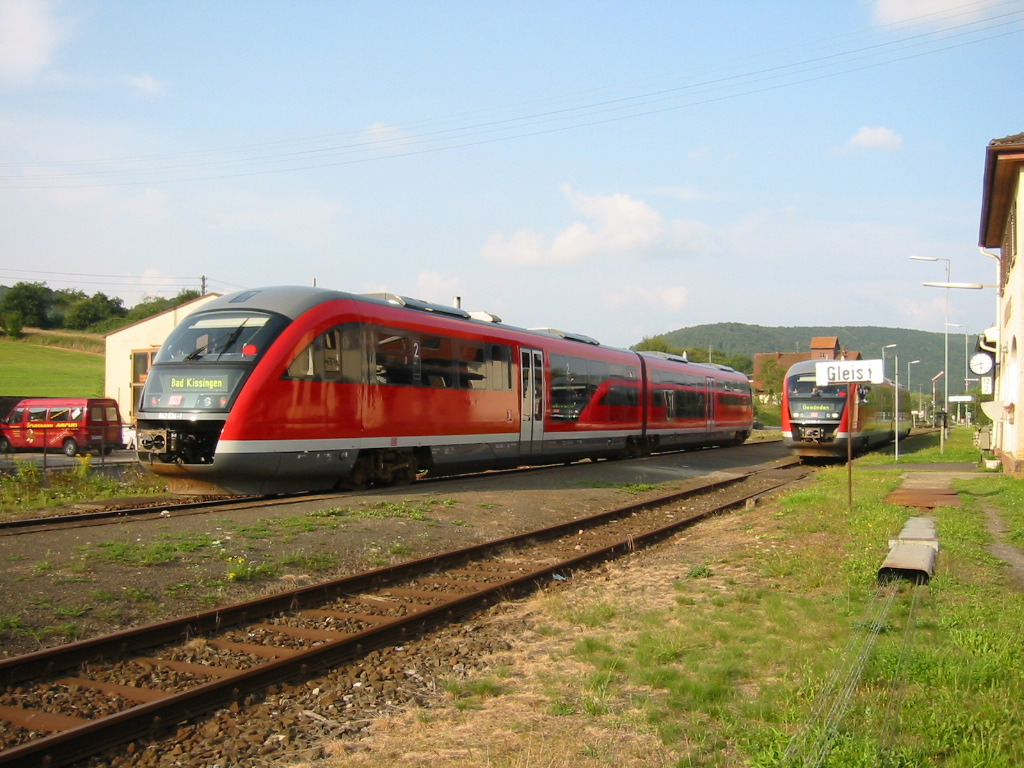
Bahnhof Gräfendorf

Gräfendorf sowie die Teilorte Wolfsmünster, Michelau und Weickersgrüben liegen an der Bahnstrecke Gemünden–Bad Kissingen und werden von der Erfurter Bahn stündlich (mit einzelnen Taktabweichungen) durch den Unterfranken-Shuttle mit Triebwagen bedient. Zwischen Gräfendorf und Schonderfeld steht ein Steinpfeiler der nie fertiggestellten Reichsautobahn Strecke 46. Dieser wird heute als Kletterwand benutzt.

## Bildung und Kultur

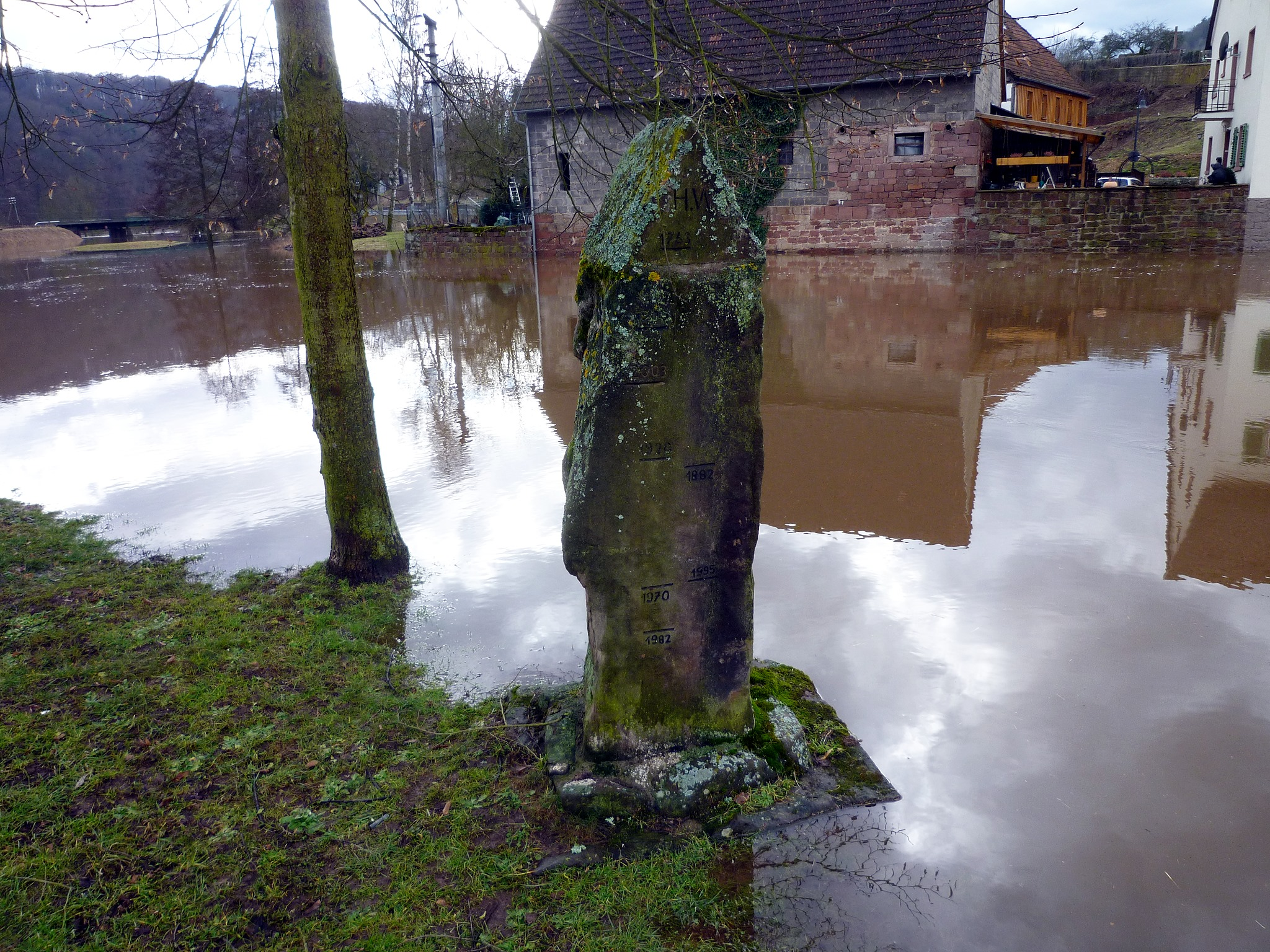
Hochwasserstein

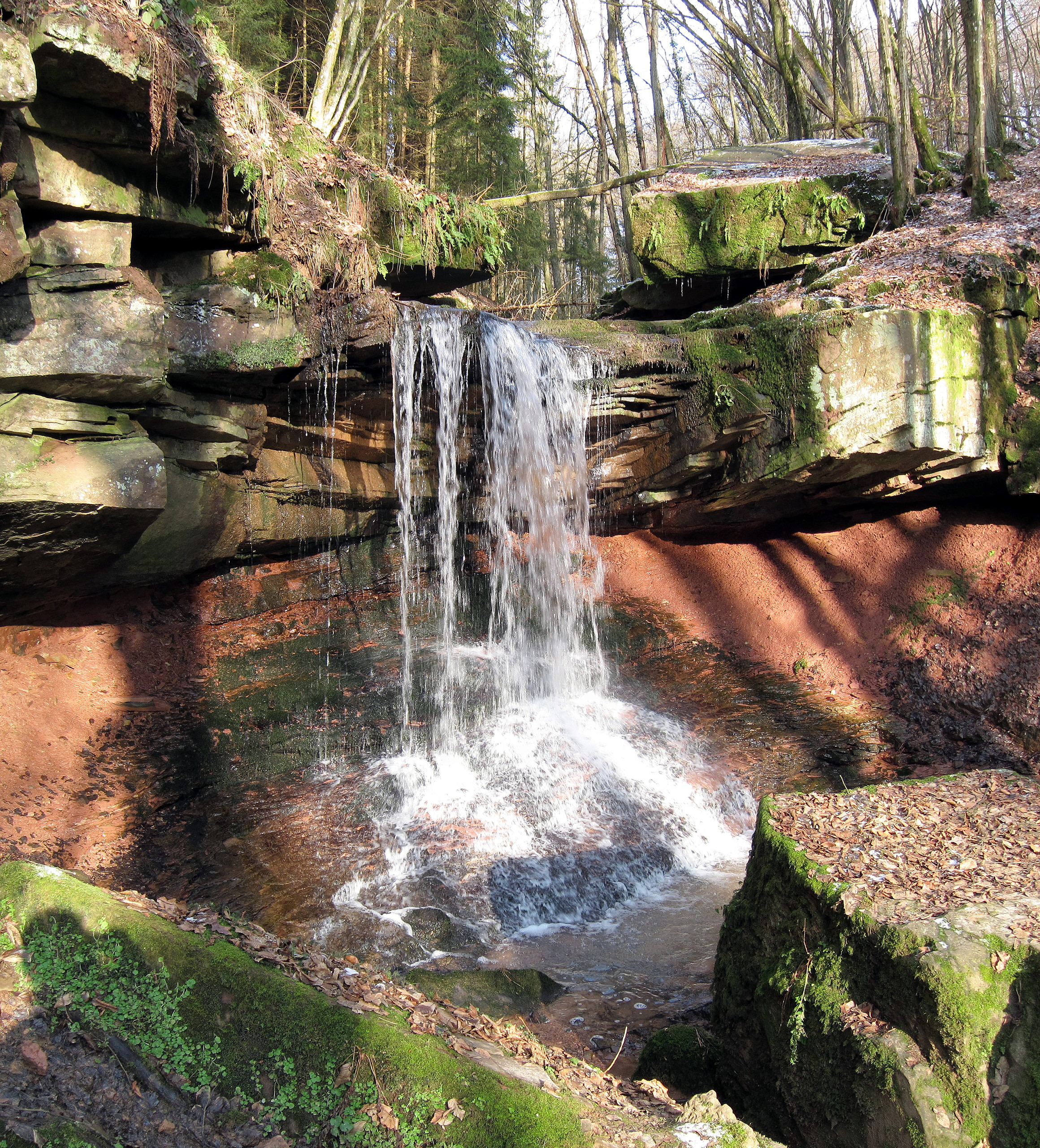
Tretstein-Wasserfall

### Bildung
Im Jahre 1999 gab es folgende Einrichtungen:
- Kindergärten: 75 Kindergartenplätze mit 68 Kindern
- eine Volksschule mit fünf Lehrern und 139 Schülern

### Bauwerke
- Barockkirchen in Michelau, Schonderfeld und Wolfsmünster
- Thüngenschloss von 1584 in Wolfsmünster
- Schloss Seewiese

### Vereine
- SV 1921 Gräfendorf e. V.
- 1. JFG Saaletal 04 e. V.
- Musikvereine Gräfendorf und Michelau
- ASC-Forelle Gräfendorf
- Freiwillige Feuerwehren Gräfendorf, Michelau, Schonderfeld, Weickersgrüben und Wolfsmünster